# Шлихтер, Евгения Самойловна
Евгения Самойловна Шлихтер (урождённая Гитля Шмулевна Лувищук; 7 января 1869, Каменец-Подольский — 5 декабря 1943) — участница революционного движения в России, работала в правительствах РСФСР и УССР, жена А. Г. Шлихтера.
Старшая сестра Анны Самойловны Карповой, жены химика А. Я. Карпова.

## Биография
Евгения Самойловна Лувищук родилась в Кеменце-Подольском в ремесленной еврейской семье. Родители — Шмуль Лувищук и Марьям Лувищук (1849 — 3 мая 1886). В 1889—1891 годах училась на медицинском факультете Бернского университета, где познакомилась с А. Г. Шлихтером. По профессии — врач. 
С 1891 года участвует в социал-демократических кружках и организациях в Самаре, на Урале и Украине. Партийный стаж в РСДРП отсчитывался у неё с 1892 года. В 1893 году арестована и после заключения в Киеве выслана в Полтаву, а оттуда в 1895 сослана на 5 лет в Сольвычегодск. С 1896 года отбывала ссылку в Самаре, где в 1900 году участвовала в создании группы искровцев. 
В 1902—1905 годы вела революционную работу в Киеве (член Киевского комитета РСДРП, одна из организаторов киевской большевистской группы «Вперед», участница стачечного комитета Юго-Западной и Киевско-Полтавской железных дорог), в 1906—1908 годах — в Финляндии, с 1909 года — в Восточной Сибири, куда последовала в ссылку вслед за мужем. Секретарь, корректор и выпускающая нелегальной газеты «Пролетарий», затем газеты «Вперёд».
В 1917 году Е. С. Шлихтер участвует в Февральской революции 1917 в Красноярске и в Октябрьской революции в Москве.
В 1918—1928 годах работала в Наркомпросе РСФСР и УССР, а затем на административной и научной работе в Киеве, директор Музея революции УССР.

## Семья
Трое сыновей.
- Сергей Александрович Шлихтер (1894, Полтава — 1916, Минск).
- Артемий Александрович Шлихтер, (19 февраля (4 марта) 1902, Самара[4] — 1962, Москва)
- Борис Александрович Шлихтер (3 (16) марта 1904, Киев[5] — 1973, Москва), историк, старший инструктор политотдела 181-й стрелковой дивизии, капитан, заместитель заведующего Отделом рукописей ГБЛ. Его жена — инженер Анна Ефимовна Шлихтер (урожд. Гринберг, 1905—1984).
  - Внуки — экономист Сергей Борисович Шлихтер (род. 1931) и химик-органик Эрнест Борисович Шлихтер (род. 1935).